# Claudio Biern Boyd
Claudio Biern Boyd (né à Palma de Mallorca le 21 novembre 1940, mort le 17 octobre 2022) est un producteur audiovisuel espagnol. Il est connu pour avoir créé ou adapté plusieurs séries télévisées d'animation pour la jeunesse telles que David le gnome ou Les Trois Mousquetaires.

## Biographie
Claudio Biern Boyd naît à Palma de Mallorca le 21 novembre 1940 d'un père catalan et d'une mère écossaise. Il étudie le droit à l'Université de Deusto à Bilbao. En 1962, il est embauché à Lever Ibérica pour travailler à la publicité et au marketing, puis exerce le même genre d'emploi dans plusieurs autres multinationales.
En 1972, il fonde la société de ventes et de distribution audiovisuelle BRB Internacional à Madrid et achète les droits pour l'Espagne de plusieurs personnages d'animation, dont ceux des studios Hanna-Barbera Productions et Warner Bros. Animation, ainsi que la Panthère rose, Maya l'abeille, Vic le Viking, Fifi Brindacier et Mazinger Z. Il les exploite à l'aide de plans marketing tels que la création de pâtisseries à l'effigie de la panthère rose. Par la suite, il fonde un studio de production d'animation, Apolo Films, au sein duquel il travaille tout le reste de sa vie.
Claudio Biern Boyd lance, et souvent crée lui-même, de nombreuses séries animées qui sont diffusées à la télévision espagnole et marquent les jeunes générations des années 1980. Alliant divertissement et éducation, elles sont souvent adaptées de classiques de la littérature (comme ceux de Jules Verne ou d'Alexandre Dumas) ou de la vie de personnages historiques, et elles contiennent des scènes d'action où la violence reste très limitée : ainsi la série Les Trois Mousquetaires montre de nombreux duels à l'épée mais jamais de sang. Cette série, diffusée en Espagne en 1981-1982, est son premier grand succès et reste en 2022 l'un des plus grands succès d'une série télévisée en Espagne. Plusieurs de ses séries sont co-produites avec le Japon, comme Le Tour du monde en quatre-vingts jours, d'après Jules Verne, coproduite avec Nippon Animation en 1983.
Il se passionne en outre pour l'équipe de football RCD Espanyol de Barcelone et est membre de la direction du club pendant plusieurs années,.
Claudio Biern Boyd meurt le 17 octobre 2022.

## Filmographie

### Séries télévisées d'animation
- 1980 : Rody le petit Cid, d'après la vie de Rodrigo Díaz de Vivar
- 1981-1982 : Les Trois Mousquetaires (d'après Les Trois Mousquetaires d'Alexandre Dumas)
- 1983 : Le Tour du monde en quatre-vingts jours, d'après Jules Verne
- 1985 : David le gnome
- 1987 : La Sagesse des gnomes (suite de David le gnome)
- 1989 : Las mil y una... Americas
- El retorno de D'Artacán (suite des 'Trois Mousquetaires)
- 1992 : The Cobi Troupe
- 1994-1995 : Willy Fog 2 (suite du Tour du monde en quatre-vingts jours)
- 1995 : Mortadelo y Filemón (adaptation de la bande dessinée du même nom)
- 1995 : La banda de Mozart, sur la vie de Wolfgang Amadeus Mozart
- 1997 : Los intocables de Elliot Mouse (d'après la vie d'Eliot Ness et des Incorruptibles)
- 1999 : Fantaghirò (librement inspiré de la série italienne La Caverne de la rose d'or)
- années 2000 : El hombre invisible (L'Homme invisible)
- 2002 : Academia de Gladiadores
- 2002 : Zipi y Zape
- 2006 : Iron Kid
- 2006 : Bernard
- 2007 : Angus y Cheryl
- 2008 : Papawa
- Història de Catalunya

### Longs métrages
- 1987 : The Gnomes' Great Adventure, réalisé par Harvey Weinstein et produit par Robert Weinstein. Un second doublage est co-produit par Claudio Biern Boyd en 1995.
- 2021 : D'Artagnan et les Trois Mousquetaires, réalisé par Toni Garcia, adaptation au cinéma de la série Les Trois Mousquetaires.